# 유방 (조위)
유방(劉放)은 조위의 정치인이다. 자는 자기(子棄). 탁군 방성(지금의 허베이성 구안 현) 출신.
유방은 전한 무제의 3남 연날왕(燕剌王) 유단의 후손으로 그 계보는 연날왕의 장남 광양경왕(廣陽頃王) 유건의 아들 서향경후(西鄕頃侯) 유용(劉容)의 후손이라 할 수 있다.
조조, 조비, 조예 3대를 모시며 달필가로서 이름을 날렸다.